# Гораждански псалтир
Гораждански псалтир је српска ћирилична богослужбена књига, штампана 1521. године у Горажданској штампарији.
Друга књига Горажданске штампарије појавила се две године након Литургије.
Књига је средњег формата, и имала је укупно 352 листа. Сигнатура табака иста је као у Служабнику горажданском. Књигу јеремонах Теодор није завршио уобичајеним поговором, него је пре закључне белешке о времену и месту штампања Псалтира додао три записа. Најзанимљивији је трећи запис, у коме сликовито сведочи о турском освајању Београда и похари Срема 1521. године. Књига је карактеристична по разноликости иницијала. Графичка опрема је у духу рукописне традиције изузев једног ренесансног детаља заставице за коју Дејан Медаковић тврди да је ту посредством Цетињског октоиха.
Псалтир је завршен 25.октобра 1521. године. Идентификован је у фондовима седам библиотека (Архив САНУ, Музеј СПЦ — Грујићева збирка, Библиотека Матице српске, Библиотека Пећке патријаршије, Шафарикова збирка у Прагу, Манастир Крка (једино има запис о турско освајању Београда), Санкт Петерсбург, Руска национална библиотека). На жалост није познат ни један потпун примерак.